# Henioche (Tochter des Pittheus)
Henioche (altgriechisch Ἡνιόχη Hēnióchē) ist eine Gestalt der griechischen Mythologie.
Laut Plutarch in seiner Lebensbeschreibung des Theseus, der einzigen Quelle, war Henioche eine Tochter des Pittheus. Mit Kanethos hatte sie den Wegelagerer und Räuber Skiron zum Sohn, wobei Plutarch einschränkt, dass nach der Meinung anderer Sinis der Sohn war. Obwohl von Plutarch so prominent eingeführt und mit der Gründung der Isthmischen Spiele in Verbindung gebracht, gibt es keine weiteren Zeugnisse dieser Henioche.